# Бібліотека Гданського політехнічного університету
Бібліоте́ка Гда́нського політехні́чного університе́ту (пол. Biblioteka Politechniki Gdańskiej, BPG) — найбільша та найстаріша науково-технічна бібліотека у Північній Польщі. У ній зібрані джерела інформації в галузях наук розроблених на окремих факультетах Гданського політехнічного університету.

## Структура бібліотеки Гданського політехнічного університету
Структура Бібліотеки складається з:
1. Відділ обслуговування читачів з абонементом/інформаційним столом, головною читальною залою та вісьмома філіями на таких факультетах: хімії, технічної фізики та прикладної математики (об'єднаних у складі Регіональної бібліотеки нанотехнологій), архітектури, електротехніки та управління, електроніки, телекомунікацій та інформатики, цивільного та екологічного будівництва, машинобудування та суднобудування (філія в будівлі колишнього факультету машинобудування та філія в будівлі колишнього факультету океанічної інженерії та кораблебудування), менеджменту та економіки.
2. Відділ науково-технічної інформації з читальним залом поточної періодики, баз даних та наукової інформації та читальний зал стандартів.
3. Відділ збору та обробки традиційних колекцій.
4. Відділ побудови цифрових та мультимедійних колекцій.
5. Відділ обміну цифровими активами
6. Історичний відділ.
7. Бібліотечний офіс.

Гданський політехнічний університет, головний корпус з перебудованою вежею. 2012

Основні приміщення Бібліотеки — це кімнати в центральній частині першого поверху та на першому поверсі головного корпусу Технологічного університету. У головному корпусі також є два філіали читальних залів: факультету архітектури та факультету цивільного та екологічного будівництва. Решта філіалів читальних залів розміщені на території кампусу в будівлях окремих факультетів.

## Історія бібліотеки та її колекцій

### До 1945 року
Зі створенням Технологічного університету в 1904 році розпочала свою діяльність університетська бібліотека в центральній частині корпусу Технологічного університету, що значною мірою збігається з її нинішнім розміщенням. З моменту свого заснування бібліотека пишається тим, що є однією з найкращих та найсучасніших установ такого типу в Польщі. Її очолювали видатні фахівці в галузі бібліотечної справи та заслужені бібліотекарі.

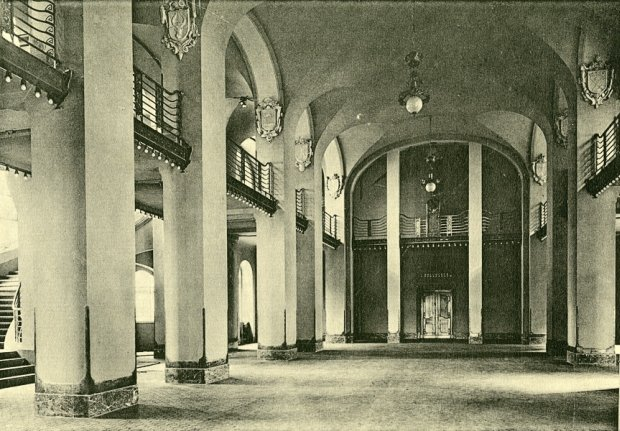
Вхід до бібліотеки, 1904

У 1908/1909 роках книжкова колекція налічувала 26 тисяч томів, тоді як у 1943 році вона досягла 150 тисяч. Через те, що склади були розраховані на розміщення лише 50-58 тис. книг, на 1924 рік планувалося розширення приміщень. Однак цього не сталося, і сусідні коридори використовувалися для зберігання частини матеріалів.
У 1923 році, внаслідок угоди між Товариством природничих досліджень в Гданську (засноване в 1742 році) та Сенатом Вільного міста Данцига (тепер Гданська), книжкову колекцію Товариства було передано на зберігання до Політехнічного університету. Бібліотека Вищої технічної школи перейняла від Сенату колекцію з понад 30 000 томів, що належала Товариству природничих досліджень. Вона містила, серед іншого: стародруки та рукописи. Угода між Товариством та владою Вільного міста передбачала, серед іншого, що книжкова колекція буде розміщена в приміщенні університетської бібліотеки, але окремо від інших колекцій, і що кожна книга Товариства буде забезпечена позначкою власності. Угода гарантувала членам Товариства безкоштовне користування як орендованими, так і університетськими книжковими колекціями.

### З 1945 року
У січні 1945 року, після того, як професори покинули місто, архіви, частина політехнічного обладнання та цінні книги з колекцій бібліотеки були евакуйовані морем. Запаковані в 500 скринь, вони 27 січня відпливли на кораблі «Дойчлянд» до Кельна. Колекції, які вивозили до Німеччини, здебільшого опинилися в Шмалькальдені в Тюрінгії. У березні, після того, як радянські війська захопили Політехнічний інститут, пожежа в головному корпусі знищила більшу частину решти бібліотечної колекції. Частину евакуйованих колекцій, вивезених професором Технічного університету Ернстом Віттом, передали на зберігання до Державної бібліотеки (нині Університетської бібліотеки) у Бремені. Лише у 2000 році частину цієї цінної книжкової колекції повернули до Технологічного університету. У червні того ж року міський сенат Бремена повернув до Технічного університету 850 старовинних друкованих видань, рукописів та інших матеріалів з колекцій TPwG. Наразі вони є частиною найціннішої колекції історичних колекцій бібліотеки. Деякі з них доступні в оцифрованому вигляді в Поморській цифровій бібліотеці (Pomorska Biblioteka Cyfrowa).

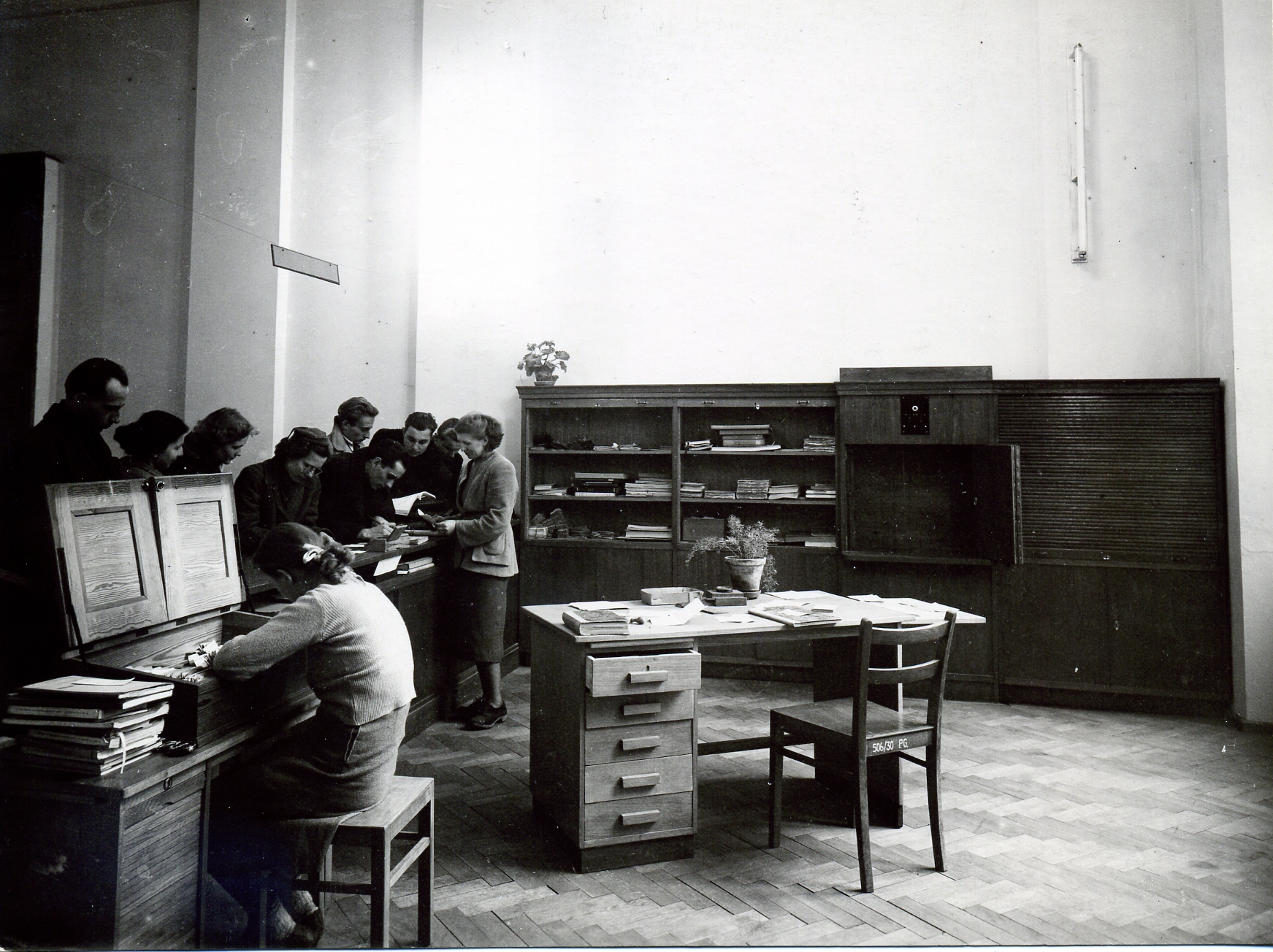
Бібліотека після 1945 року

З 1945 року Бібліотека Політехнічного університету, перетворена на польську академічну школу, почала працювати у вересні 1945 року. Пошкодження, пов'язані з війною, у центральній частині Головного корпусу були настільки значними, що Бібліотека у своєму довоєнному вигляді практично перестала існувати. Перша команда співробітників Бібліотеки, що складалася з трьох осіб, поступово упорядкувала колекції, що збереглися в приміщенні Технологічного університету, зокрема, з бібліотек кафедрального собору. Також вдалося відновити частково збережену книжкову колекцію Вищої технічної школи (колекції, заховані в селі Свіньч (пол. Świńcz). Певну кількість колекцій також було взято з колишніх німецьких придворних, монастирських та шкільних бібліотек. У 1946 році книжковий фонд бібліотеки становив приблизно 26 000 томів. Цей ресурс складався не лише з технічної літератури, тому з часом його обсяг зменшувався в міру змістовного відбору. Частину літератури було передано до бібліотек з більш відповідним профілем, тому в 1948 році колекція налічувала 9 600 томів.

### 1950-ті роки
1950 рік розпочав період змін у розвитку Бібліотеки. Тоді директором був призначений доктор. Мар'ян дес Ложес (Marian Des Loges). Під його керівництвом Головна бібліотека, яка раніше називалася Центральною бібліотекою, переїхала з двох невеликих кімнат на першому поверсі в бічному крилі Головного корпусу до кімнат на своєму початковому, довоєнному місці в центральній частині будівлі. Вони були ретельно перебудовані та модернізовані після значних пошкоджень, завданих війною. Колекції послідовно переміщувалися до поступово перебудованих сховищ.
На початку 1951/52 навчального року було відкрито абонемент, 13 листопада 1951 року — загальний читальний зал, і лише в 1953 році читальний зал періодичних видань перенесли на нове місце. Таким чином, загальна площа Бібліотеки збільшилася з 65,9 м² до 968 м². Водночас зросла й кількість працівників у бібліотеці, досягнувши в 1954 році двадцяти п'яти штатних посад. У той час інтенсивно розширювався книжковий фонд, зокрема: були забезпечені необхідні підручники та розпочата стандартизована робота з формальної та предметної каталогізації. З часом структура Бібліотеки розширювалася, до неї додавались нові відділи та читальні зали для викладачів. Було створено відділ бібліографічної інформації (з 1962 року як відділ наукової інформації), започатковано міжбібліотечний абонемент, а також відкрито перші читальні зали під безпосередньою опікою Головної бібліотеки: на хімічному факультеті (1955) та на тодішньому факультеті комунікацій (1958), а також Міжфакультетське відділення математики та фізики. Після його смерті в 1957 році посаду директора зайняла Барбара Мельчаржевич. Під час своєї режисерської кар'єри Барбара Мельцажевич була членом Сенату Гданського політехнічного університету. Вона продовжувала розширювати головну читальну залу та комори бібліотеки. Вона також удосконалила інформаційну систему Бібліотеки, зокрема: організували навчання для студентів та відкрили читальний зал для стандартів та патентів.

### З 1960-их років

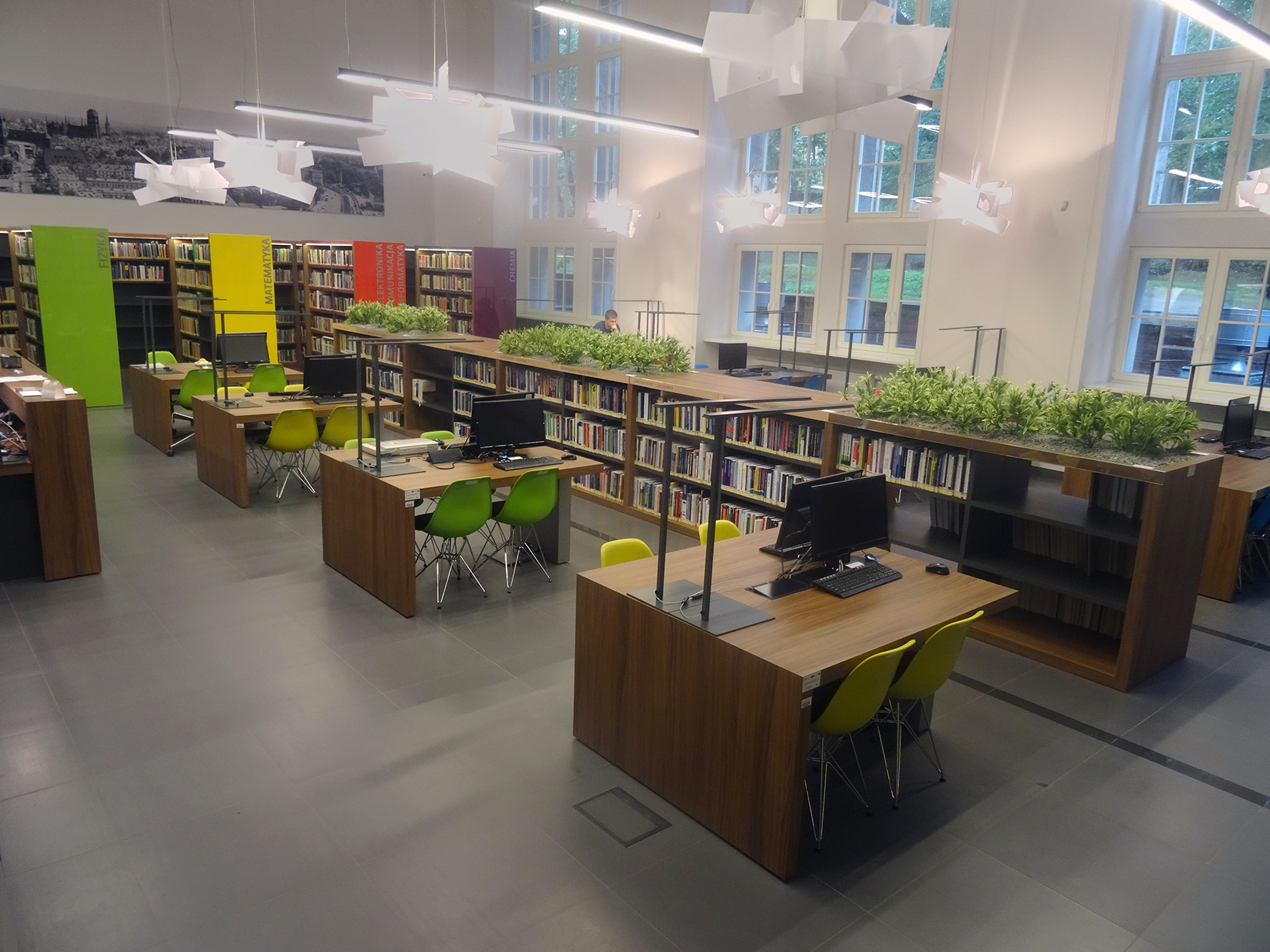
Головний читальний зал. 2015

Структура Головної бібліотеки, форма якої була затверджена Міністерством вищої освіти у 1964 році, складалася з таких відділів: комплектування та поповнення колекцій, опрацювання нових компактних друкованих видань, предметних каталогів, обігу колекцій та наукової інформації. Також були створені самостійні секції: спеціальні колекції, догляд за відомчими бібліотеками, майстерня мікрофільмів та міжвузівська читальна зала хімічних журналів. У 1990-х роках посаду директора обіймала Яніна Лігман. Саме тоді бібліотеки окремих факультетів та кафедр були безпосередньо включені до структури Головної бібліотеки як її філії. За цей час зробили капітальний ремонт сховищ, зокрема встановили самохідні стелажі, а також здійснили комп'ютеризацію Бібліотеки через впровадження спочатку системи APIS-ZB, а пізніше системи Virtua. У той час головний зал бібліотеки, в якому розміщується бібліотека для абонементів, відремонтували для забезпечення обслуговування користувачів за допомогою комп'ютерної системи. У 1986 році було створено Історичний факультет Гданського політехнічного університету (нині Історичний відділ), діяльність якого спрямована на збереження історичної спадщини, зокрема на отримання, збір та забезпечення безпеки всіх матеріальних слідів заснування, діяльності та функціонування Гданського політехнічного університету.